# Hilde Wolter
Pour les articles homonymes, voir Wolter.
Hilde Wollschläger, connue sous le nom de scène Hilde Wolter (née le 19 juin 1898 à Berlin et décédée le 1er mars 1946) est une actrice allemande.

## Filmographie
- 1918 : Alraune, die Henkerstochter, genannt die rote Hanne
- 1918 : Bräutigam auf Aktien
- 1918 : Die Edelsteinsammlung
- 1919 : Wie das Schicksal spielt
- 1919 : Bergblumen
- 1919 : Dem Glück entgegen
- 1919 : Eine tolle Kiste
- 1920 : Die Siegerin
- 1920 : Büßer der Leidenschaft
- 1920 : Die Notheirat
- 1920 : Sybill Morgan
- 1920 : Ihr Recht
- 1922 : Die Schatten jener Nacht
- 1922 : Die Männer der Frau Clarissa
- 1922 : Jenseits des Stromes
- 1923 : Die Welt in Flammen, zwei Teile

## Source de la traduction
- (de) Cet article est partiellement ou en totalité issu de l’article de Wikipédia en allemand intitulé « Hilde Wolter » (voir la liste des auteurs).